# Ігровиця
І́гровиця — село в Україні, у Білецькій сільській громаді.Тернопільського району Тернопільської області. Розташоване на річці Ігра, на півночі району.
До Ігровиці приєднано хутір Корчунок. У зв'язку з переселенням жителів хутір Обручівка виключений із облікових даних.
Населення — 1704 особи (2001).
До 2018 — центр сільської ради. Від 2018 року ввійшло у склад Білецької сільської громади.

## Історія
Поблизу Ігровиці виявлено археологічні пам'ятки доби пізньої бронзи.
Відоме від 16 століття.
У середині 1850-х років село стало центром Ігровицького повіту Тернопільського округу, який існував до адміністративної реформи 1867 року.
Діяли «Просвіта», «Сільський господар» та інші українські товариства, кооператива.
1 серпня 1934 р. внаслідок адміністративної реформи село включене до новоствореної у Тернопільському повіті об'єднаної сільської гміни Ігровиця і стало її адміністративним центром.
1935 р. в селі та хуторах проживало 2563 особи.
10 лютого 1940 р. частину польського населення органи НКВС вивезли на Сибір; того ж року в селі примусово створили перший колгосп. Під час німецько-радянської війни в Червоній армії загинули або пропали безвісти 82 уродженці села.
15 грудня 2014 року в селі відбулася спільна молитва духовенства та вірних УГКЦ і РКЦ. Захід проведено біля могили поляків, котрі трагічно загинули 1944 року — напередодні католицького Різдва були вбиті 90 поляків-мешканців села, їхні помешкання спалені.
12 червня 2020 року, відповідно до розпорядження Кабінету Міністрів України № 724-р «Про визначення адміністративних центрів та затвердження територій територіальних громад Тернопільської області» увійшло до складу Білецької сільської громади.
19 липня 2020 року, в результаті адміністративно-територіальної реформи та ліквідації Тернопільського району, село увійшло до складу новоутвореного Тернопільського району.

## Населення
Згідно з переписом УРСР 1989 року чисельність наявного населення села становила 1201 особа, з яких 544 чоловіки та 657 жінок.
За переписом населення України 2001 року в селі мешкала 1071 особа.

### Мова
Розподіл населення за рідною мовою за даними перепису 2001 року:
| Мова            | Кількість | Відсоток |
| --------------- | --------- | -------- |
| українська      | 1071      | 99.72%   |
| російська       | 2         | 0.19%    |
| інші/не вказали | 1         | 0.09%    |
| Усього          | 1074      | 100%     |

## Релігія
- церква святої преподобної Параскеви Терновської (1886—1888, мурована, УГКЦ),
- церква Преображення Господнього (перебудована в кінці 1980-х рр. з костелу (друга пол. 19 ст., ПЦУ),
- «фігура» Матері Божої (відновлена 1992).

## Пам'ятники
У селі споруджено такі пам'ятники:
- полеглим у німецько-радянській війні воїнам-односельцям (1967);
- пам'ятний хрест на честь скасування панщини;
- Меморіал воїнам УПА (вже за незалежності України).

## Соціальна сфера
Діють загальноосвітня школа І-ІІ ступенів, Будинок культури, бібліотека, дошкільний заклад, краєзнавчий музей, амбулаторія, аптека, сільськогосподарське підприємство «Золотий колос», цегельний завод, млин, 3 торговельні заклади.

## Відомі люди

### Народилися
- Ян Біловас — український громадський діяч;
- Яків Голик (р. н. і см. невід) — український різьбяр;
- Ігор Дзюбановський (нар. 1951) — український вчений у галузі медицини;
- Володимир Держирука (1882—1932) — український журналіст, письменник.
- Антоній Єзерський (1859—1905) — польський художник;
- В. Лисий — український громадський діяч.
- Володимир Савич (1923—1995) — український археолог.

### Перебували
- Леонід Кравчук — український громадський діяч,
- Томаш Маліцький — громадський діяч,
- С. Щепанський — український релігійний діяч.
- Манащук Ростислав Богданович (1988—2011) — старший лейтенант пожежної служби України.

## Світлини

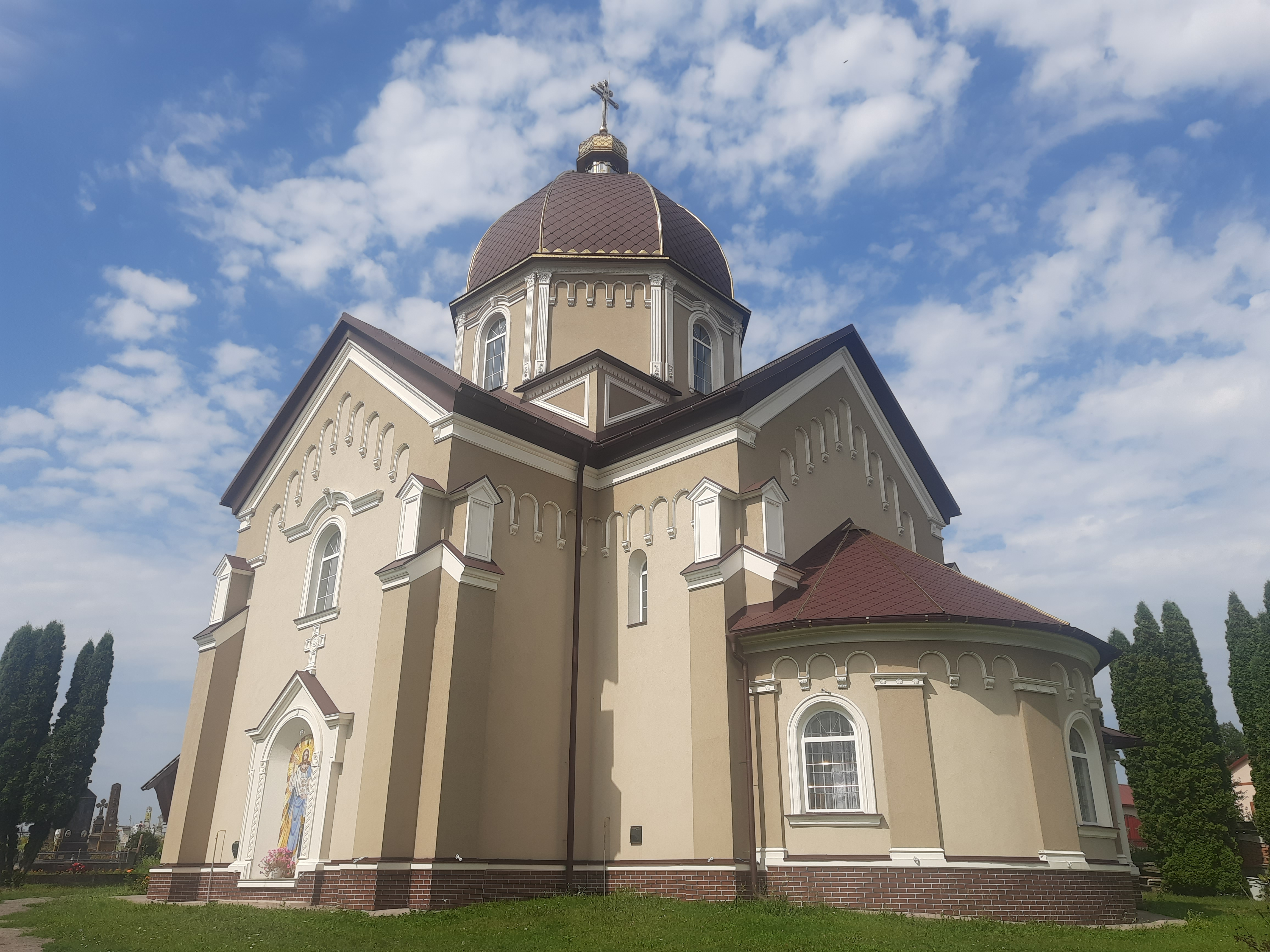
Церква Преподобної Параскевії Терновської (1886-1888, УГКЦ)
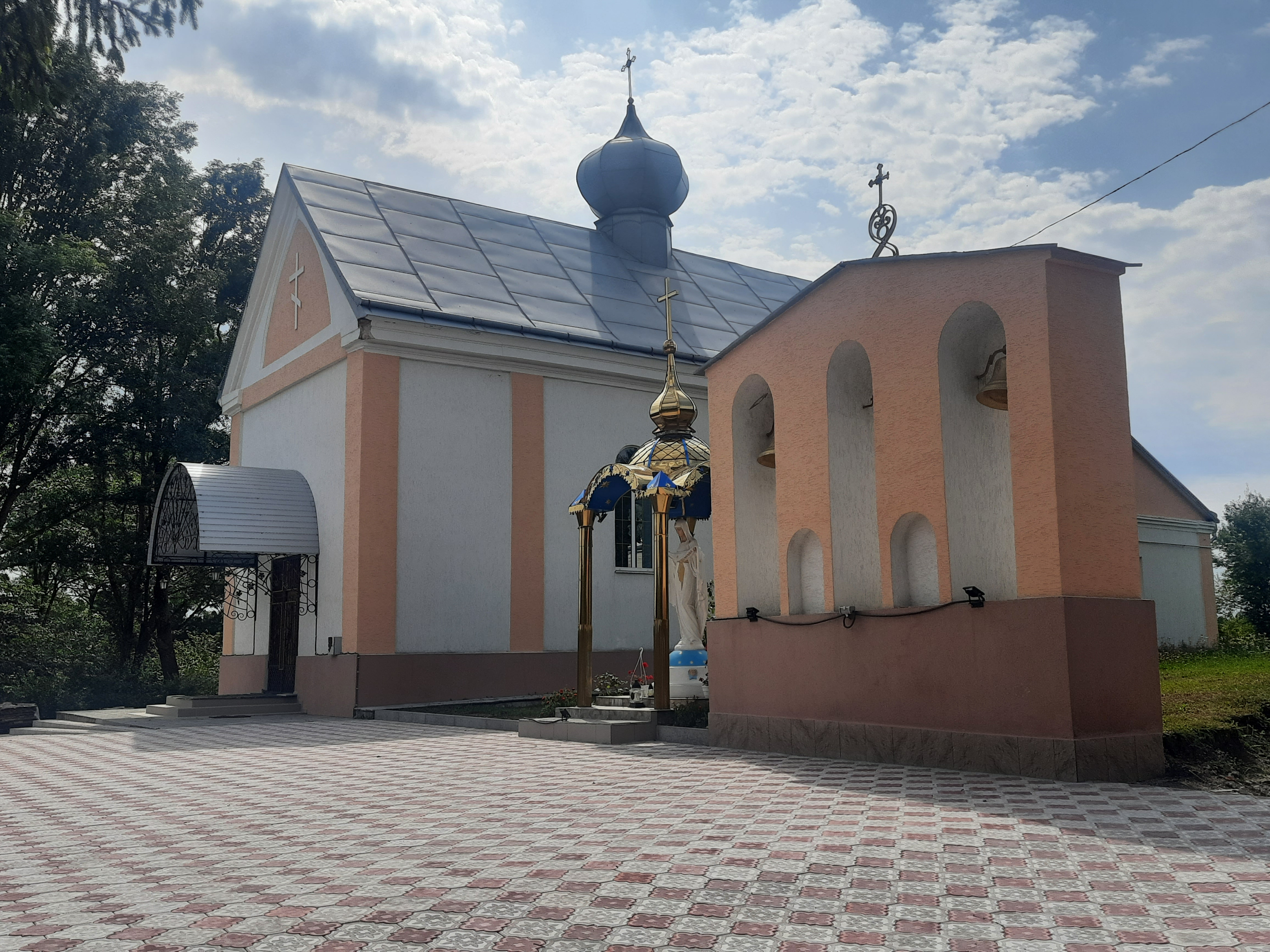
Церква Преображення Господнього (перебудована в кінці 1980-х рр. з костелу ПЦУ)
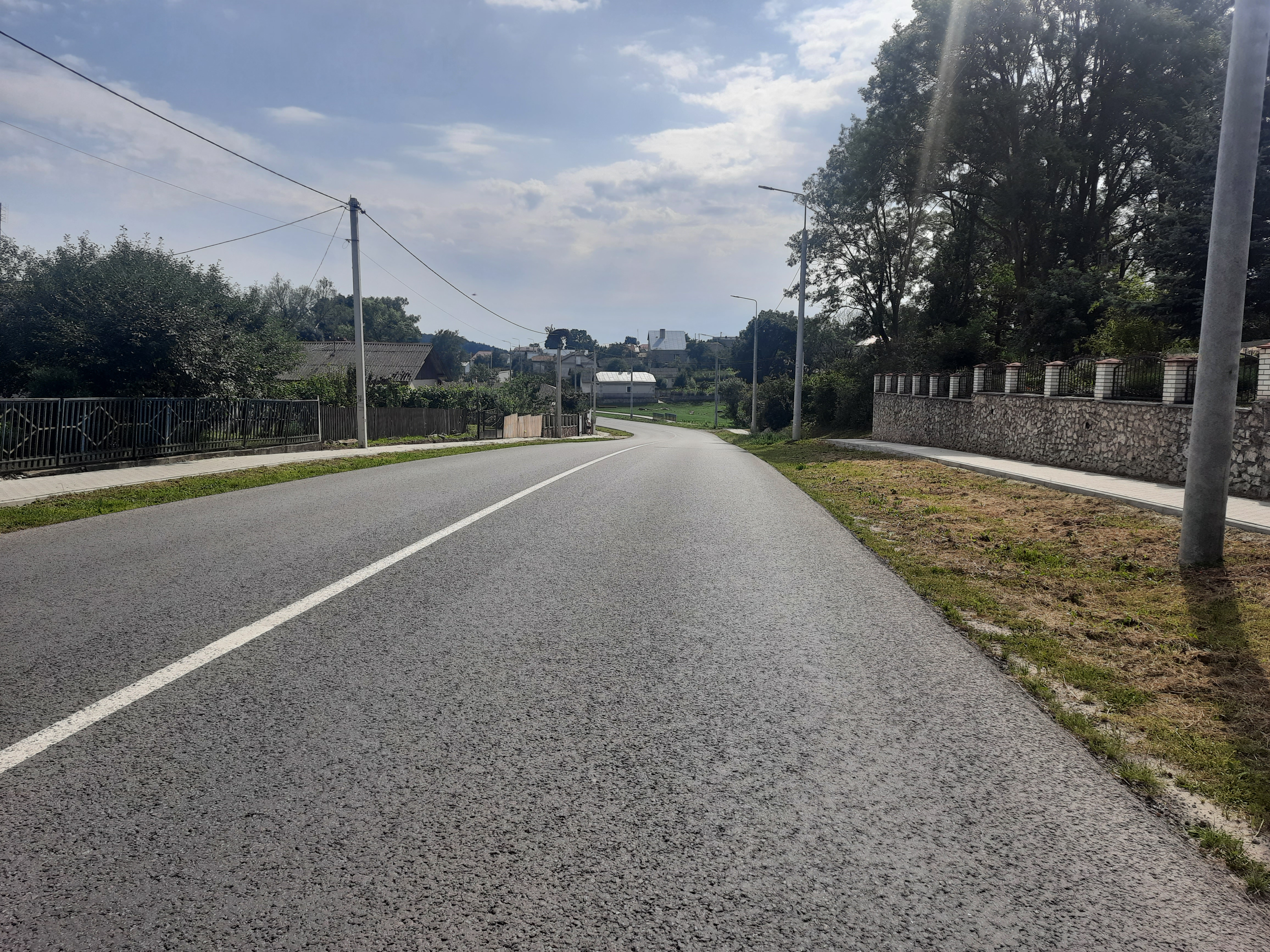
Сільська вулиця
Каплиця
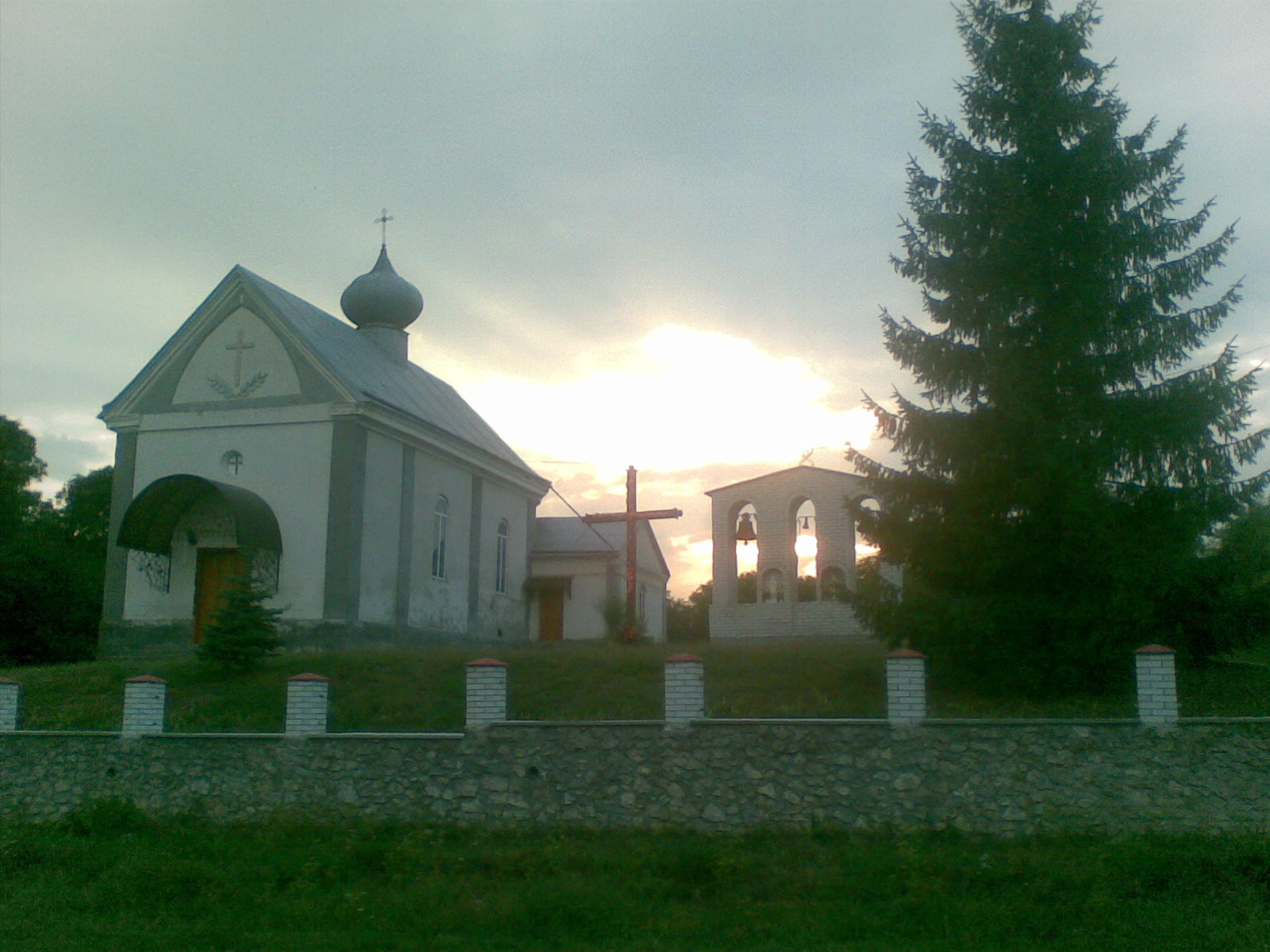
Храм (при дорозі)
Меморіал воїнам УПА
Скульптура Божої Матері поблизу храму